# Albanische Küche

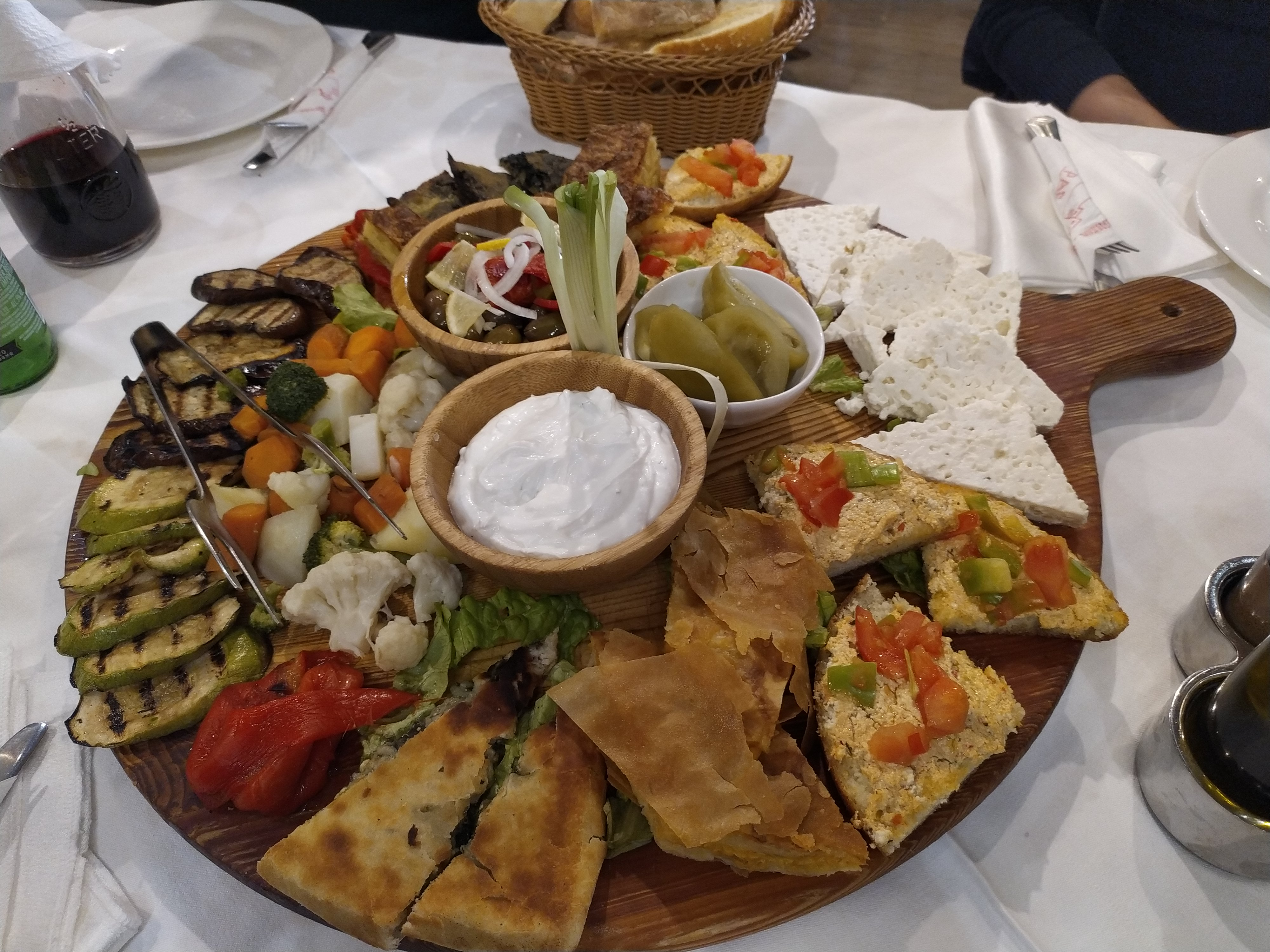
Vorspeisenplatte mit traditionellen Gerichten in einem Restaurant in Kruja

Die albanische Küche (albanisch Kuzhina shqiptare, [kuˈʒi:na ʃcipˈta:ɹɛ]) ist die Nationalküche des albanischen Volkes. Dazu gehören somit die Küchen Albaniens, des Kosovo, des westlichen Nordmazedonien und die Regionalküchen der Albaner in Serbien und in Montenegro. Teilweise werden die Küchen der Arbëresh und der Arvaniten auch hinzugenommen, doch sind diese beiden stark von der italienischen beziehungsweise griechischen Küche beeinflusst.
Die albanische Küche ist mediterran; sie zeigt aber als Teil der Balkanküche auch orientalische Einflüsse. Von Region zu Region gibt es zum Teil erhebliche Unterschiede.

## Merkmale
Die albanische Küche verwendet eine Vielzahl von Zutaten, zu denen neben verschiedenen Gemüsesorten wie Aubergine, Paprika, Tomate, Gurke, Kohl und Spinat auch verschiedene Getreide wie Weizen, Mais, Gerste und Roggen gehören. Reis, Kartoffeln und Bohnen sind Zutaten vieler weiterer Gerichte. Häufig verwendete Fleischsorten sind Lamm, Ziege, Rind und Kalb, Huhn und andere Geflügel sowie je nach Religion auch Schwein. Bisweilen finden auch Innereien den Weg in die Speisen. Fisch ist in Nähe der Meeresküste und der großen Binnenseen ebenfalls weit verbreitet. Auch von Bedeutung sind Milcherzeugnisse wie Joghurt.

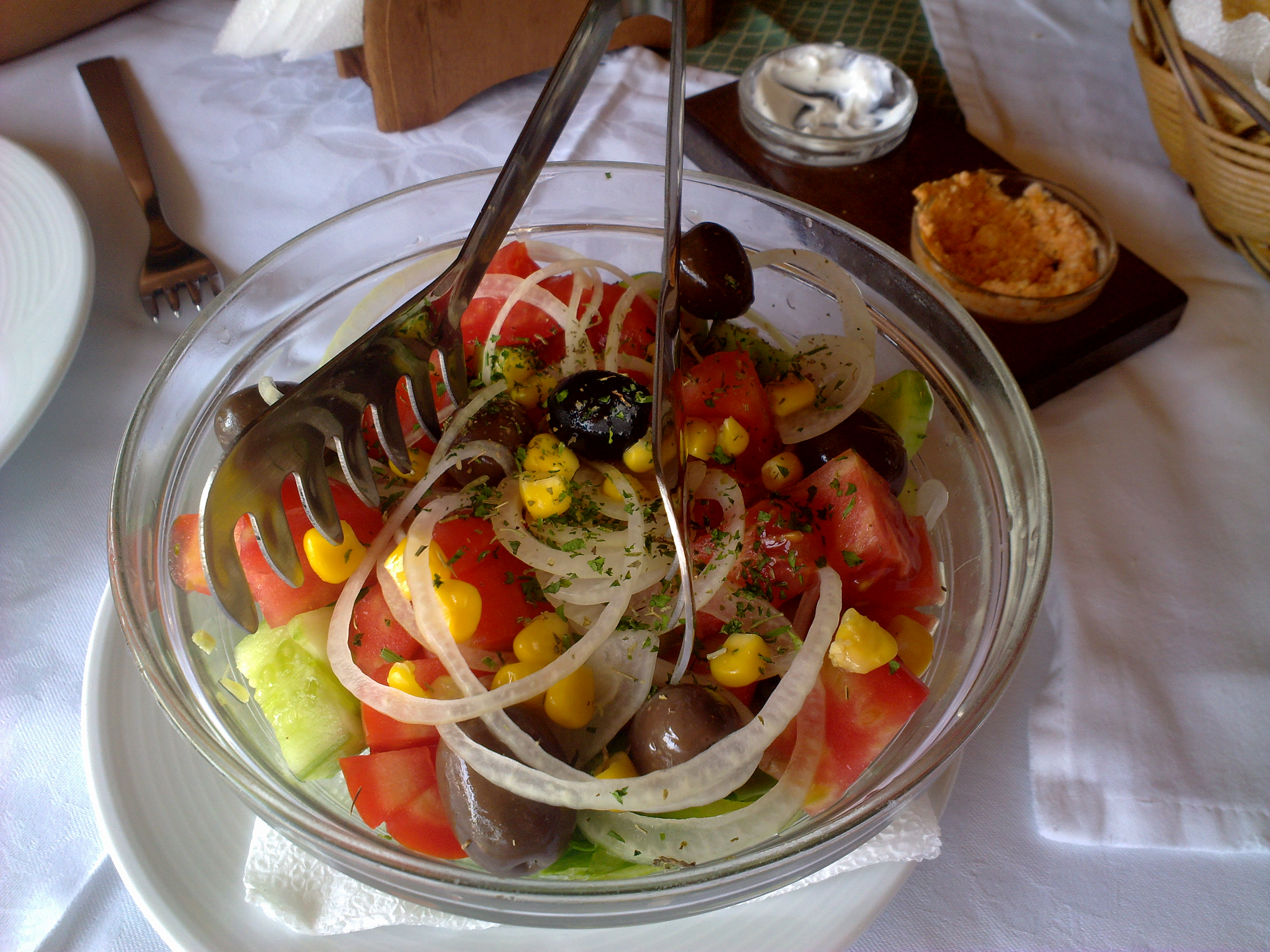
Typischer albanischer Salat – „sallate fshati“ (Dorfsalat)

Knoblauch und Zwiebeln gehören zu den am häufigsten verwendeten Zutaten. Beim Zwiebelverbrauch pro Kopf liegt Albanien weltweit an fünfter Stelle.
Weit verbreitet sind ein Salat aus frischem Gemüse wie Tomaten, Gurken, Paprika und Oliven und meze/mezeja. Ebenfalls wichtige Zutaten sind Olivenöl und Käse, typische Gewürze sind zum Beispiel Oregano, Minze, Paprikapulver, Basilikum, Zwiebeln und Knoblauch. Bei den gewohnt sehr süßen Süßspeisen ist der türkisch-orientalische Einfluss deutlich zu spüren.

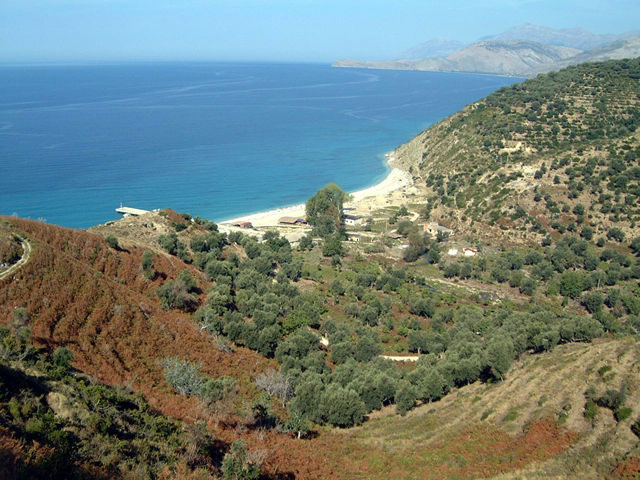
Zitrusfrüchte werden hauptsächlich im Süden Albaniens angebaut.

Regional haben sich teils unterschiedliche Gerichte entwickelt. So kann sie in drei große regionale Küchen unterteilt werden: Die Küche der nördlichen Region hat einen ländlichen, bergigen Ursprung – Fleisch und Gemüse spielen eine zentrale Rolle. Es werden regionale Produkte verwendet wie Kartoffeln, Karotten, Mais, Bohnen und Kohl, aber auch Kirschen, Walnüsse und Mandeln. Knoblauch und Zwiebeln sind ebenfalls wichtige Bestandteile der lokalen Küche und werden zu fast jedem Gericht hinzugefügt. Die Küche Mittelalbaniens ist von einem breiteren Angebot an Gemüse und Früchten geprägt. Die Nähe zum Meer ist ebenfalls spürbar, so dass sie mehr mediterrane Merkmale aufweist. Im Süden ist einerseits die Viehzucht mit Käse und anderen Milchprodukten prägend, andererseits die in diesem Klima verbreiteten Zitrusfrüchte und Oliven, so dass überall Olivenöl verwendet wird.
In vielen Fällen existieren verschiedene Varianten desselben Gerichts, die von Gegend zu Gegend, aber auch von Dorf zu Dorf variieren. Da man in der albanischen Küche eher nach Augenmaß kocht als nach Rezept, ist es zudem schwierig, die albanische Küche tatsächlich „greifbar“ zu machen oder eine verlässliche Sammlung von Rezepten zusammenzustellen. Dennoch existieren viele Kochbücher zu albanischen Gerichten aus Albanien, dem Kosovo und Nordmazedonien. Seit dem Zweiten Weltkrieg ist gerade in Albanien auch vieles in Vergessenheit geraten.

„Der Staatssozialismus habe nicht nur Religion, Geschichte und Kultur vernichtet, sagt Kola, sondern auch die traditionellen Speisen verdrängt. Albanien galt lange als das Armenhaus Europas, in dem Menschen unter Hoxha hungern und von mageren Lebensmittelrationen leben mussten.“

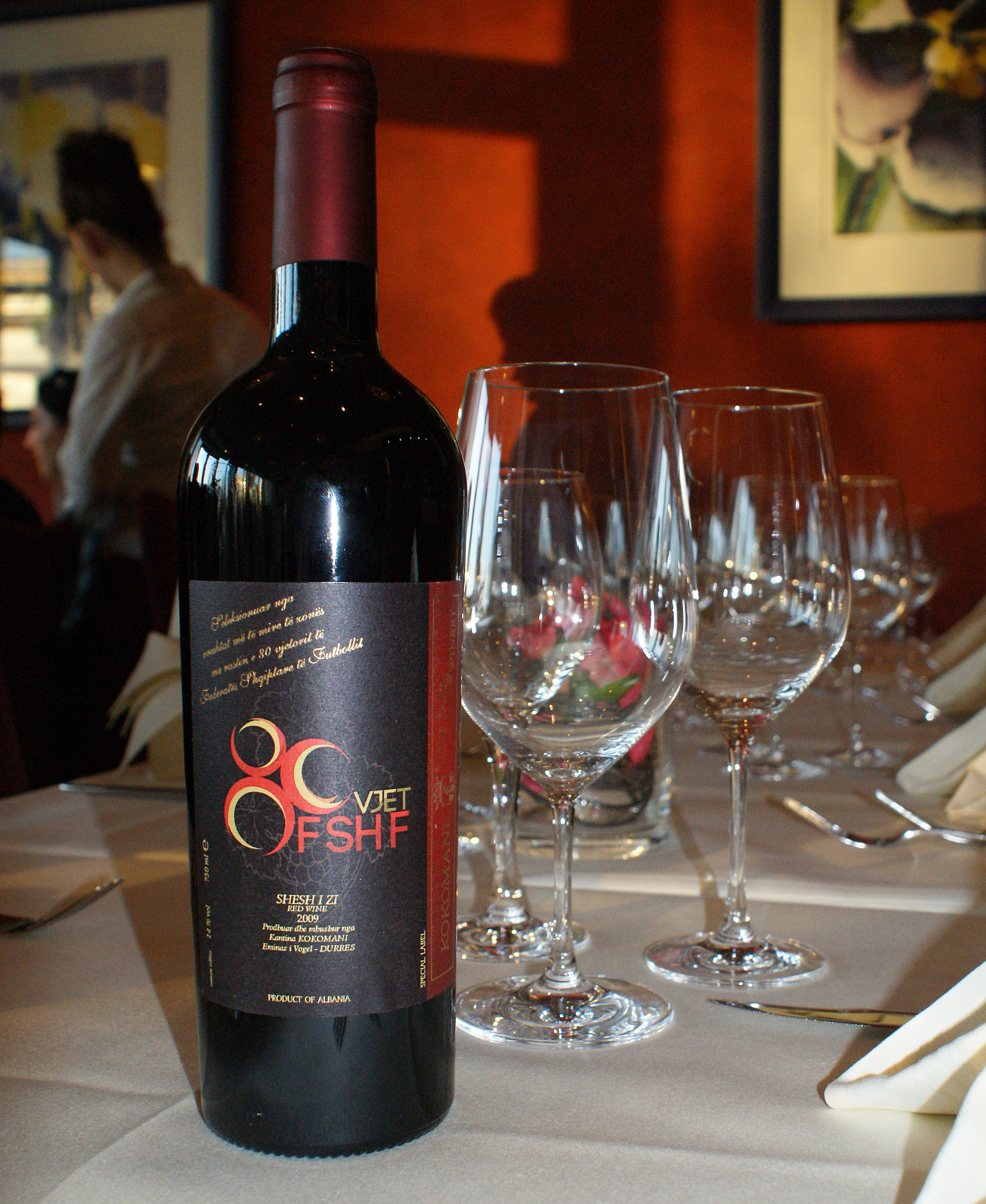
Flasche Rotwein aus Durrës

Typische Getränke sind zum Beispiel Raki rrushi (Traubenschnaps) und Raki mani (Maulbeerschnaps), Konjak Skënderbeu, türkischer Kaffee, Espresso und Bergtee. Auch hat Albanien seit Jahrhunderten eine reiche Weinbaukultur, die jedoch im Ausland kaum bekannt ist. Zu vielen Speisen wird zudem Buttermilch (alb. Dhalla/Dhallë) getrunken.

## Esskultur
Eröffnet wird die Mahlzeit mit dem Satz Për të mirë! (sinngemäß „Guten Appetit!“, wörtlich übersetzt jedoch: Zum Wohle!), dieser wird erwidert mit Faleminderit, edhe ty/ju/juve gjithashtu! (Danke, dir/Ihnen/euch auch!). Am Ende einer Mahlzeit sagt der Essende „Zoti e shtoftë!“ („Möge Gott es vermehren!“), während die anderen am Tisch „Të/Ju bëftë mirë!“ („Es soll dir/Ihnen/euch gut werden!“) erwidern.
Erwähnenswert ist die albanische Gastfreundschaft, die sich in üppig angerichteten Gerichten zeigt. Es ist nicht ungewöhnlich, dass Gerichte üppig angerichtet sind und dass Gästen immer wieder Nachschlag angeboten wird, oft mit Nachdruck, um sicherzustellen, dass sich niemand zurückhaltend fühlt und jeder satt wird. Diese Praxis spiegelt den Wunsch wider, Fürsorge und Großzügigkeit durch Essen zu zeigen, was ein zentraler Bestandteil der albanischen Kultur ist.
Ein weiteres charakteristisches Merkmal der albanischen Esskultur ist die Bedeutung von Festen und Feierlichkeiten, bei denen Essen eine zentrale Rolle spielt. Ob bei religiösen Festen, Hochzeiten oder anderen Feierlichkeiten, die Speisen werden oft zusammen vorbereitet.

## Zutaten

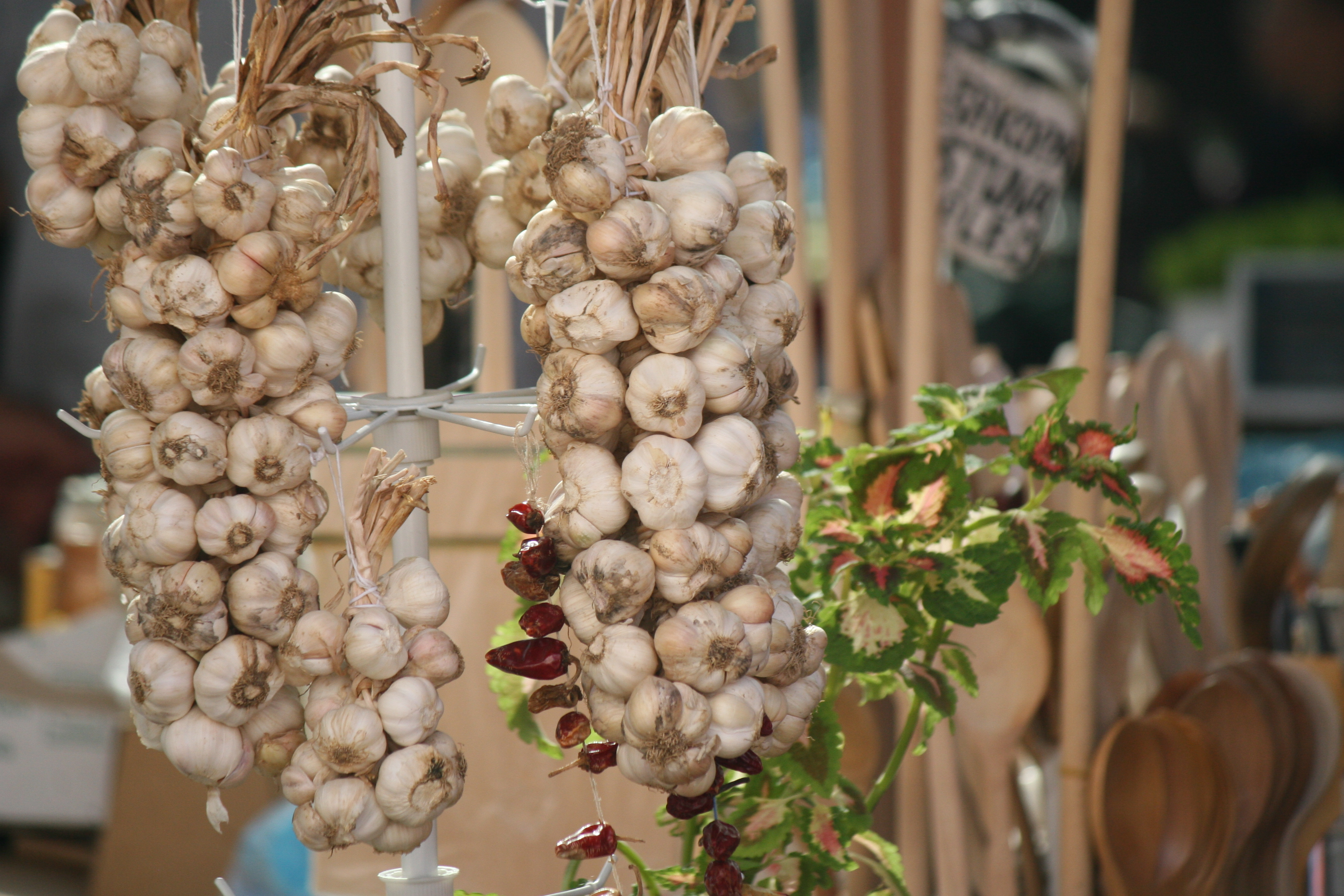
Knoblauch ist im ganzen Land beliebt.

Albanien zeichnet sich durch eine große Auswahl an frischen Früchten aus, die unter warmer Sonne auf fruchtbarem albanischen Boden wachsen. Neben Zitrusfrüchten gehören Kirschen, Erdbeeren, Heidelbeeren und Himbeeren zu den am häufigsten angebauten Früchten. Viele Albaner haben Obstbäume in ihren Gärten. Als Snacks und Desserts werden frische und getrocknete Früchte gegessen.
Zu den Früchten, die traditionell mit der albanischen Küche in Verbindung gebracht werden, gehören Äpfel, Trauben, Oliven, Orangen, Nektarinen, Kirschen, Kakis, Granatäpfel, Feigen, Wassermelonen, Zitronen, Pfirsiche, Pflaumen, Maulbeeren und Kornelkirschen.
In der albanischen Küche werden häufig verschiedenste Gemüsesorten verwendet. Aufgrund der unterschiedlichen Klima- und Bodenbedingungen in Albanien sind die Sorten Kohl, Rüben, Rote Beete, Bohnen, Kartoffeln, Lauch und Pilze in großer Vielfalt anzutreffen. Auch getrocknetes oder eingelegtes Gemüse wird verarbeitet, insbesondere in trockeneren oder kälteren Regionen wie in den abgelegenen Albanischen Alpen, wo frisches Gemüse außerhalb der Saison schwer zu bekommen war. Zu den am häufigsten verwendeten Gemüsesorten gehören Zwiebeln, Knoblauch, Tomaten, Gurken, Karotten, Paprika, Spinat, Salat, Weinblätter, Bohnen, Artischocke, Auberginen und Zucchini.

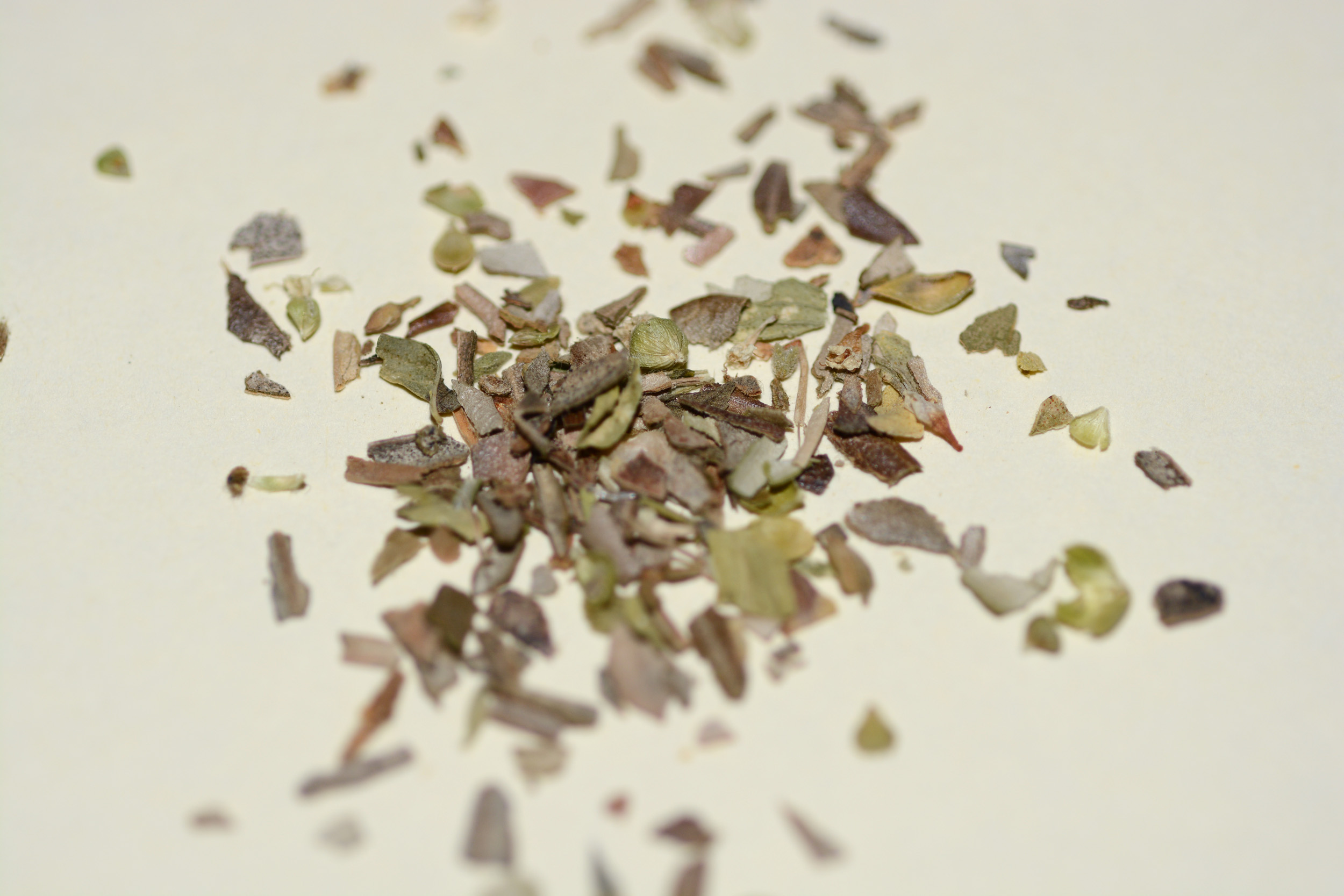
Oregano gehört zu den am häufigsten verwendeten Kräutern in der albanischen Küche.

Die Nähe zum Mittelmeer und die idealen klimatischen Bedingungen ermöglichen den Anbau von etwa 250 Aroma- und Heilpflanzen. Albanien gehört zu den führenden Kräuterproduzenten und -exporteuren weltweit. Dazu gehören Oregano, Thymian, Salbei, Rosmarin und gelber Enzian. Zu den am häufigsten verwendeten Kräutern und anderen Gewürzen in der albanischen Küche gehören Oregano, Basilikum, Rosmarin, Thymian, Lorbeer und Safran.

## Getränke

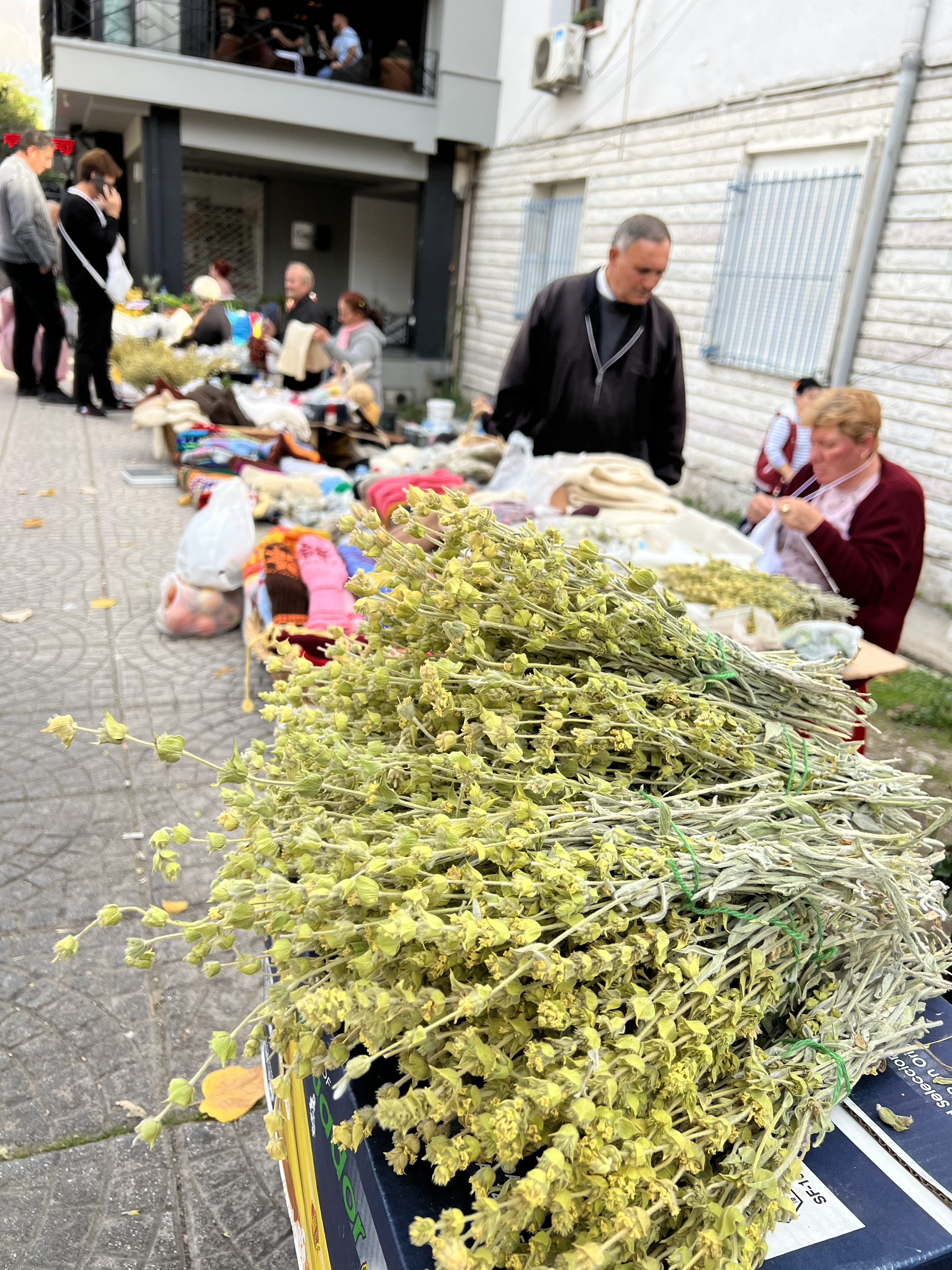
Bergtee hat in Albanien eine lange Tradition und ist der beliebteste Tee.

Viele Heilkräuter werden als Tee getrunken. Zu den beliebtesten Sorten gehören albanischer Bergtee, der wild in den Bergen wächst, Schwarztee nach russischer und türkischer Art mit Zucker und Tee mit Zitrone, Milch oder Honig.
Kaffeetrinken ist in der albanischen Kultur und im Alltag tief verwurzelt. Traditionell handelt es sich oft um Kaffee nach türkischer Art. Cafés sind in städtischen Gebieten überall zu finden und fungieren als Treffpunkte zum geselligen Beisammensein und für Geschäftsabschlüsse. Albaner lieben es, den Kaffee langsam zu trinken und dabei mit Freunden und Familie Zeit zu verbringen. Im Jahr 2016 übertraf Albanien Spanien und wurde zum Land mit den meisten Kaffeehäusern pro Kopf weltweit. Im Land mit nur 2,5 Millionen Einwohnern gibt es 654 Kaffeehäuser pro 100.000 Einwohner.
Dhallë ist ein traditionelles und gesundes Getränk auf Joghurtbasis in Albanien, das durch Mischen von Joghurt mit Wasser oder Milch und Gewürzen hergestellt wird. Besonders beliebt ist es in den Sommermonaten und kann je nach Geschmack mit Salz serviert werden.
Raki – Schnaps – ist ebenfalls im Alltag weit verbreitet. Das Nationalgetränk wird meist aus Trauben, Pflaumen oder Brombeeren gebrannt. Es wird üblicherweise älteren Menschen serviert, selten auch erhitzt und mit Honig oder Zucker gesüßt unter Beigabe von Gewürzen. Regionale Spezialitäten sind Maulbeerraki aus Boboshtica bei Korça und Raki Rigoni aus weißem Oregano in Südalbanien.
Wein ist trotz muslimischer Mehrheit verbreitet. Die Ursprünge des Weinbaus in Albanien lassen sich bis zu 6000 Jahre zurückverfolgen – die Region gehörte zu den ersten Weinproduzenten in Europa.

## Speisen
Typisch albanische Speisen sind unter anderem:

### Beilagen
- Fladenbrot

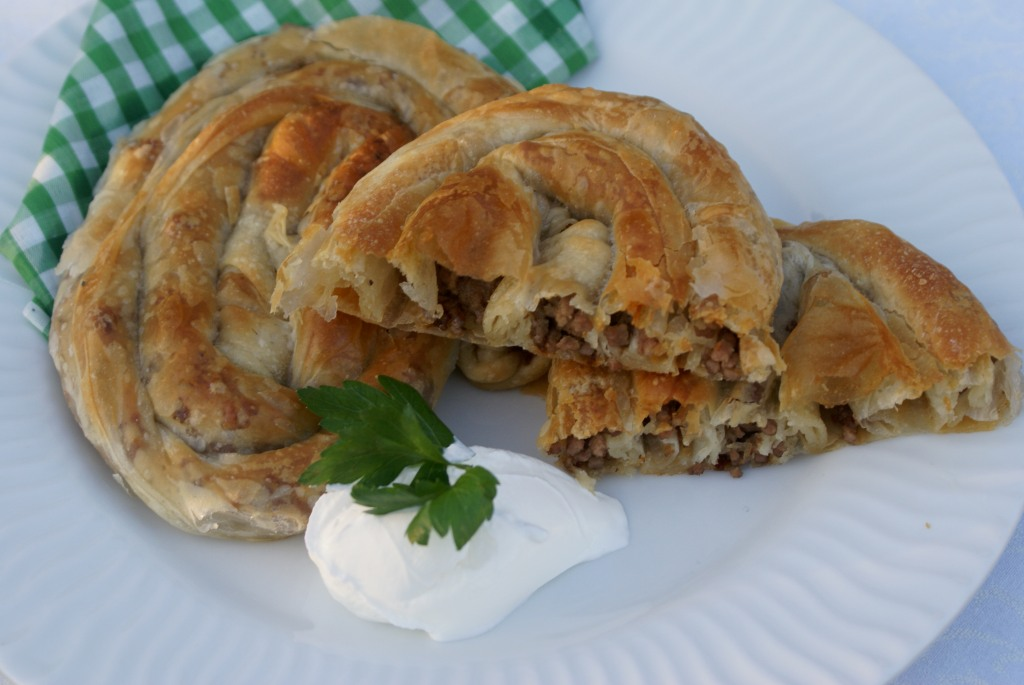
Byrek

- Qiqra, schneckenförmiges Brot aus Kichererbsenmehl
- Turshia; in Essig, Speisesalz, Pfeffer, Knoblauch, Zwiebeln, Petersilie und anderen Gewürzen und Kräutern eingelegtes oder zuerst gebratenes und dann eingelegtes Gemüse (vor allem grüne und noch nicht ganz reife Tomaten, rote, gelbe und grüne Paprika, Kohl, Auberginen, scharfe Paprikaschoten etc.)
- Käsesorten aus Schafs-, Ziegen- oder Kuhmilch (Djath i bardhë, Kaçkavall)
- Tarator, sommerliche Vorspeise
- Ajvar und Pinxhur

### Hauptgerichte
- Oshmare Korçe

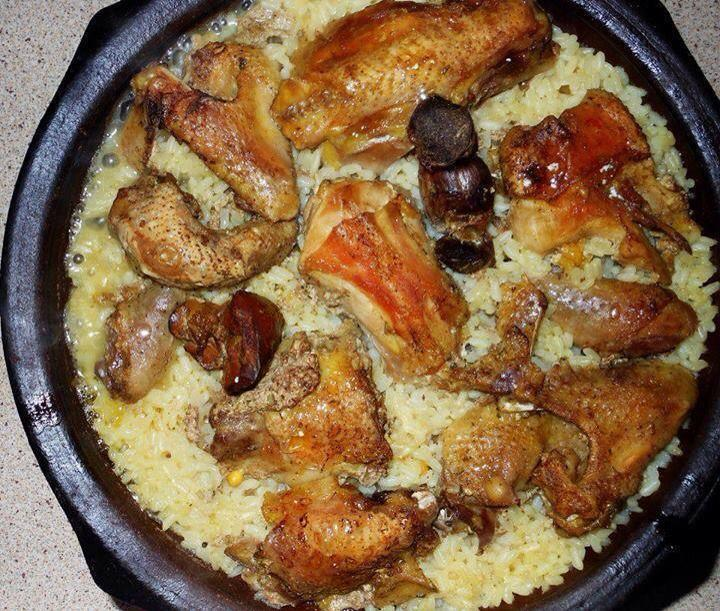
Pilaw-Gericht aus Has

- Sarma/Dollma, gefüllte Wein- oder Kohlblätter
- Patëllxhane të mbushura, gefüllte Auberginen
- Fërgesë Tirane, auch als Variante mit Fleisch- und Leberstücken
- Byrek, meist mit Spinat und/oder Schafskäse
- Flia, Gebäck aus Teig mit einer Sahnefüllung
- Laknor oder Pita, eine Art bedeckte Pizza (aus mehreren Schichten dünnem Teig), mit Lauch-, Spinat-, Zwiebel-, Bohnen-, Kürbis-, Brennnessel- oder Kohlfüllung (Byrek Pete, oft in einem saç gebacken)
- Trahana, Teig aus Weizen und Dickmilch, der in der Sonne getrocknet und zu Krümeln verrieben, später durch die Zugabe von Wasser und Brot aufgekocht wird
- Huhn mit Walnussfüllung
- Tavë kosi, Lamm- oder Hammelauflauf
- Biftek/Pleskavica, Frikadellen (auch mit Käsefüllung)
- Qofte
- Moussaka, Kartoffel- und Hackfleischauflauf
- Pilaf/Oriz, Fleisch auf Reis überbacken im Ofen
- Kukurec, gefüllte Schafsdärme
- Suxhuk-Gerichte

### Suppen und Eintöpfe
- Kartoffelsuppe mit Kalbfleisch

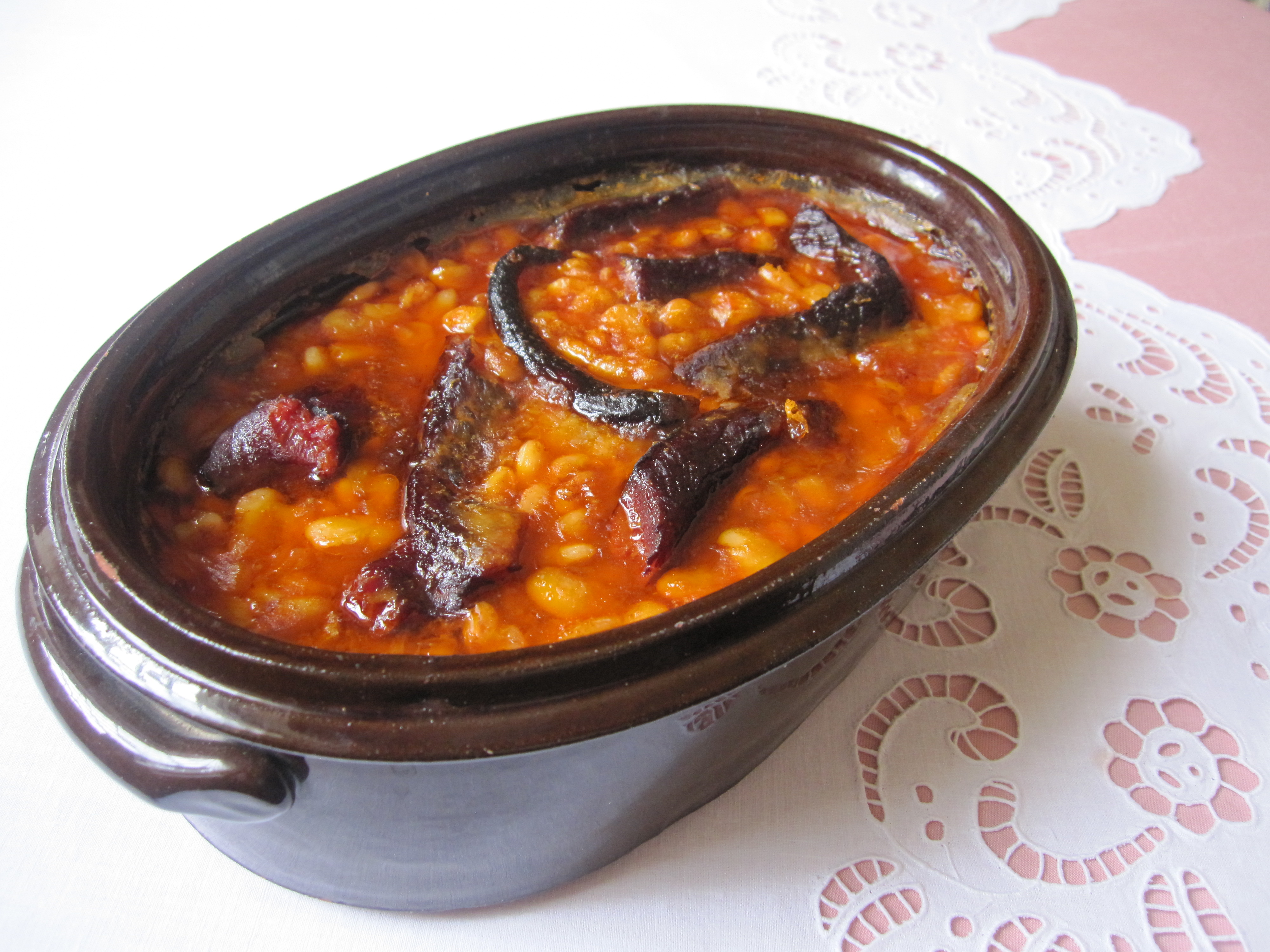
Pasul mit Trockenfleisch

- Fasul/Grosh/Pasul, Bohnensuppe oder -eintopf aus Gartenbohnen, rotem Paprikapulver, Karotten und Fleisch (auch als Auflauf im Römertopf)
- Turli, Gemüseeintopf
- Kürbissuppe
- Jani, Brühe mit Fleisch
- Fischsuppen
- Paça, Suppen mit Innereien

### Süßspeisen
Die Süßspeisen der albanischen Küche zeigen starken orientalischen Einfluss.
- Hallva

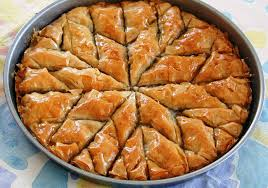
Bakllava

- Hasude / Revani me nisheste, Süßspeise aus Stärke (nisheste), Wasser, Butter und Zucker
- Revani me sherbet, Süßspeise aus Mehl, Butter und Zuckersoße
- Bakllava
- Eierkuchen
- Llokume
- Kadaif
- Muhaleb, Milchpudding
- Sultjash/Sykljaq
- Qumështor, warme Milch mit Zimt gemischt
- Tespishte, gebackene Klößchen aus Nüssen und anschließend in Zuckersirup eingelegt
- Eklera
- Sheqerpare („Zuckergeld“) bzw. Gurabija, gebackene Klößchen und anschließend in Zuckersirup eingelegt
- Ballka, fast dasselbe wie Sheqerpare, nur dass das einzelne Klößchen von einem anderen aus Kakao bestehenden Klößchen umringt wird
- Oshaf, Feigen- und Schafsmilchpudding
- Reçel, kandierte Früchte
- Trileçe, ein ursprünglich spanisches Gericht aus in Milch getränktem Süßgebäck mit einer Schicht Karamell darüber

## Gesundheitliche Effekte
Die albanische Küche fällt in die Kategorie der „mediterranen Ernährung“, die einen hohen Verzehr von Meeresfrüchten, Gemüse, Obst, Nüssen und Olivenöl umfasst; allerdings werden auch Rind-, Kalb-, Lamm- und Schweinefleisch häufig verzehrt. Es wird angenommen, dass Albanien aufgrund dieser Ernährung im Vergleich zu anderen Ländern eine sehr hohe Lebenserwartung hat, was von einigen Forschern als „albanisches Paradoxon“ bezeichnet wird.